# 胡釋安
胡釋安（1995年4月4日—），小名安安，台灣男演員，為台灣綜藝主持人胡瓜的兒子。

## 個人生活
胡釋安為台灣著名主持人胡瓜之子，母親小名秀秀，真實姓名從未公開。姊姊胡盈禎2004年出道成為藝人。胡釋安2009年開始就學於美國。中學就讀位於鄉村的基督教學校，他提早半年取得加州大學河濱分校大眾傳播學士學位。大學畢業後返台入伍服役。胡釋安有一外甥女李曼唯（2007年9月12日出生，小名Emma）。

## 演藝生涯
2017年7月當兵退伍後，胡釋安開始爭取試鏡演出機會。
胡釋安先在電視劇《麻辣鮮師》於2018年上映的電影版《王牌教師 麻辣出擊》中客串演出，後來透過許傑輝的引薦，參演由知名導演王小棣執導的公視電視劇《20之後》，爭取到與自己個性相似的角色「阿雄」徐立雄，正式進入演藝圈。胡釋安扮演的角色「阿雄」是個大學生，個性木訥，王小棣認為胡的氣質和個性與該角色十分相似，便決定讓他演出。該劇以20歲的年輕人為主題，描述年輕世代面對人生和成長過程的苦澀，劇情涉及求學、戀愛和LGBT等議題；同劇演員包括謝怡芬、藍鈞天、賀一航、葉慈毓、江沂宸、鄭靚歆和林孫煜豪等人。2018年6月，睽違將近十年未拍攝電視劇的胡瓜，跨刀客串演出《20之後》，表達支持胡釋安；同年7月，該劇正式宣告殺青，於該年9月底上檔播出。

## 演出作品

### 電影
| 上映時間 | 電影名稱              | 飾演         | 性質 |
| 2018年   | 《王牌教師 麻辣出擊》 | 籃球隊隊員   | 客串 |
| 2023年   | 《女鬼橋2：怨鬼樓》   | 連裕婷前男友 | 配角 |

### 電視劇
| 播出時間 | 頻道                   | 劇名               | 飾演   | 性質 |
| 2018年   | 公視                   | 《20之後》         | 徐立雄 | 主角 |
| 2019年   | 台視、東森綜合台       | 《男神時代》       | 曹國奎 | 配角 |
| 2021年   | 公視、myVideo、Netflix | 《火神的眼淚》     | 魏嘉軒 | 配角 |
| 2021年   | 公視、客家電視台       | 《茶金》           | 詹上賢 | 客串 |
| 2023年   | 愛奇藝、八大戲劇台     | 《不良執念清除師》 | 陳東均 | 客串 |

### 迷你劇集
| 播出時間 | 頻道       | 劇名                  | 飾演   | 性質 |
| 2018年   | 華視       | 《莒光園地-契機》     | 陳俊昕 | 主角 |
| 2024年   | CATCHPLAY+ | 《都市懼集-宵夜指南》 |        | 配角 |

### 綜藝節目
| 播出時間                     | 播出頻道         | 節目名稱               | 備註           |
| 2021年12月5日－2022年4月10日 | 台視、三立都會台 | 《全明星運動會第三季》 | 紅隊成員       |
| 2022年9月6日－2023年11月21日 | TVBS歡樂台       | 《食尚玩家-魚肉鄉民》  | 主持搭檔胡盈禎 |

### 音樂錄影帶
| 年分   | 歌手   | 歌名       | 導演 | 備註         |
| 2020年 | 害喜喜 | 《竹篙鬼》 |      | 合演：官靈芝 |

## 獎項紀錄
| 年份   | 頒獎典禮     | 獎項               | 影片       | 角色   | 結果 |
| 2019年 | 第54屆金鐘獎 | 戲劇節目新進演員獎 | 《20之後》 | 徐立雄 | 提名 |

## 外部連結
- （繁體中文）胡釋安 安安的Facebook專頁
- （繁體中文）胡釋安的Instagram帳戶